# Louie Vito
Louis „Louie“ Philip Vito III (* 20. März 1988 in Columbus) ist ein italienischer ehemals US-amerikanischer Snowboarder. Er startet in der Disziplin Halfpipe.

## Werdegang
Vito nimmt seit 2002 an Wettbewerben der Ticket to Ride World Snowboard Tour teil. Sein erstes FIS-Weltcuprennen fuhr er im Februar 2003 in Turin, welches er auf dem 48. Platz beendete. Bei den Snowboard-Juniorenweltmeisterschaften 2005 in Zermatt holte er Silber. Im Januar 2006 gewann er bei den Winter-X-Games 2006 in Aspen ebenfalls Silber. In der Saison 2006/07 belegte er zweite Plätze bei den Burton New Zealand Open im Snow Park, und beim U.S. Snowboarding Grand Prix am Mount Bachelor und in Tamarack. Zu Beginn der Saison 2007/08 kam er bei den Australian Open am Mount Hood auf den zweiten Platz. Beim U.S. Snowboarding Grand Prix in Tamarack in Killington erreichte er seine ersten Siege. Auch in der folgenden Saison gewann er beim U.S. Snowboarding Grand Prix in Copper Mountain und errang in Boreal den zweiten Rang. Im März 2009 erreichte er mit dem zweiten Platz in La Molina seine erste Podestplatzierung im FIS-Weltcup. In der Saison 2009/10 belegte er beim U.S. Snowboarding Grand Prix in Copper Mountain und Mammoth den zweiten Platz. Bei seiner ersten Olympiateilnahme 2010 in Vancouver kam er auf den fünften Platz. Im März 2010 holte er Bronze bei den Winter-X-Games-Europe 2010 in Tignes. Eine Woche später errang er den zweiten Platz bei den Burton US Open in Vail. Zum Beginn der Saison 2010/11 belegte er den dritten Rang bei den Burton New Zealand Open in Cardrona. Es folgten Siege beim U.S. Snowboarding Grand Prix in Copper Mountain und bei der Winter Dew Tour in Breckenridge und in Killington. Bei den Winter-X-Games 2011 holte er Bronze. Im März 2011 errang er den dritten Platz beim U.S. Snowboarding Grand Prix in Mammoth. Im selben Monat gewann er Gold bei den Winter-X-Games-Europe 2011. In der Saison 2011/12 siegte er beim U.S. Snowboarding Grand Prix in Mammoth und bei der Winter Dew Tour in Snowbasin. Den zweiten Rang erreichte er beim U.S. Snowboarding Grand Prix in Copper Mountain, bei der Winter Dew Tour in Breckenridge und in Killington und bei den Burton US Open in Vail. Im Februar 2012 holte er Bronze bei den Snowboard-Weltmeisterschaften 2012 in Oslo. Bei den Winter-X-Games-Europe 2012 gewann er Silber. Die Saison beendete sie auf den zweiten Platz in der Tourhalfpipewertung. Im Januar 2013 kam er beim FIS-Weltcuprennen in Copper Mountain auf den dritten Platz. Bei den Burton US Open 2013 in Vail belegte er den dritten Platz. Bei den nachfolgenden Winter-X-Games-Europe 2013 holte er Gold. Bei den Winter-X-Games 2014 gewann er Silber. Im folgenden Jahr errang er bei den Winter-X-Games 2015 den 14. Platz. Bei den X-Games Oslo 2016 kam er auf den fünften Rang. In der Saison 2016/17 wurde er Sechster bei den Winter-X-Games 2017 und Achter bei den Snowboard-Weltmeisterschaften 2017 in Sierra Nevada. Im Februar 2017 errang er beim U.S. Snowboarding Grand Prix und Weltcup in Mammoth den dritten Platz.
Bei den Snowboard-Weltmeisterschaften 2021 in Aspen kam Vito auf den 14. Platz im Big Air und bei den Olympischen Winterspielen 2022 in Peking auf den 13. Rang.